# Pinacosterna mimica
Pinacosterna mimica är en skalbaggsart som beskrevs av Jordan 1903. Pinacosterna mimica ingår i släktet Pinacosterna och familjen långhorningar. Inga underarter finns listade i Catalogue of Life.